# Kamienica Rynek 5 w Lublinie
Kamienica Rynek 5 w Lublinie – zabytkowa trzypiętrowa, podpiwniczona kamienica na Starym Mieście w Lublinie. Wpisana do rejestru zabytków pod numerem A/493 z dnia 30.03.1971. Znajduje się w zwartym ciągu zabudowy Rynku Starego Miasta, pomiędzy zabytkowymi kamienicami numer 2 i Bramą Rybną. Budynek jest podpiwniczony dwoma kondygnacjami piwnic. Fasada kamienicy swój obecny wygląd zawdzięcza przeprowadzonemu w 1954 roku remontowi.

## Historia
Pierwsza wzmianka o istnieniu w tym miejscu budynku pochodzi z 1547 roku. Jej właścicielem był Maciej Zess, rajca miejski. Po śmierci właściciela przeszła na własność jego siostrzenicy Barbary Wiączkówny. Po pożarze Lublina w 1575 roku jak większość obiektów w centrum Lublina uległa częściowemu zniszczeniu. Kamienica została wyremontowana i rozbudowana. W 1605 roku kamienicę nabywa rajca miejski Sebastian Konopnica. W rękach rodziny Konopniców obiekt pozostaje do 1637 roku, w latach 1617–1631 zostaje gruntownie przebudowana. Zmieniono wystrój fasady oraz dodano renesansową attykę o motywach figuralnych. Następnie przez kolejne prawie sto lat zmienia wielokrotnie właścicieli. Około 1728 roku przechodzi w ręce Franciszka Salezego Potockiego.
W końcu XVIII wieku kamienica znajdowała się w rękach kilku właścicieli, w 1808 roku Kacper i Ewa Drewnowscy zakupili obiekt, rozbudowali go i przyłączyli do niego budynki przy ul. Rybnej 65 i 66 (obecnie Rybna 2). W 1845 roku budynek odkupiła Julia Makowska. 
W 1887 roku w czasie kolejnego remontu zlikwidowano attykę, a w jej miejsce dobudowano III piętro. Rodzina Makowskich posiadała budynek do 1917 roku. W 1918 roku w czasie licytacji zabudowania kupił Kelman Icek Goldszmidt, który obiekt posiadał do czasów II wojny światowej.